# Estandarte de la Misericordia

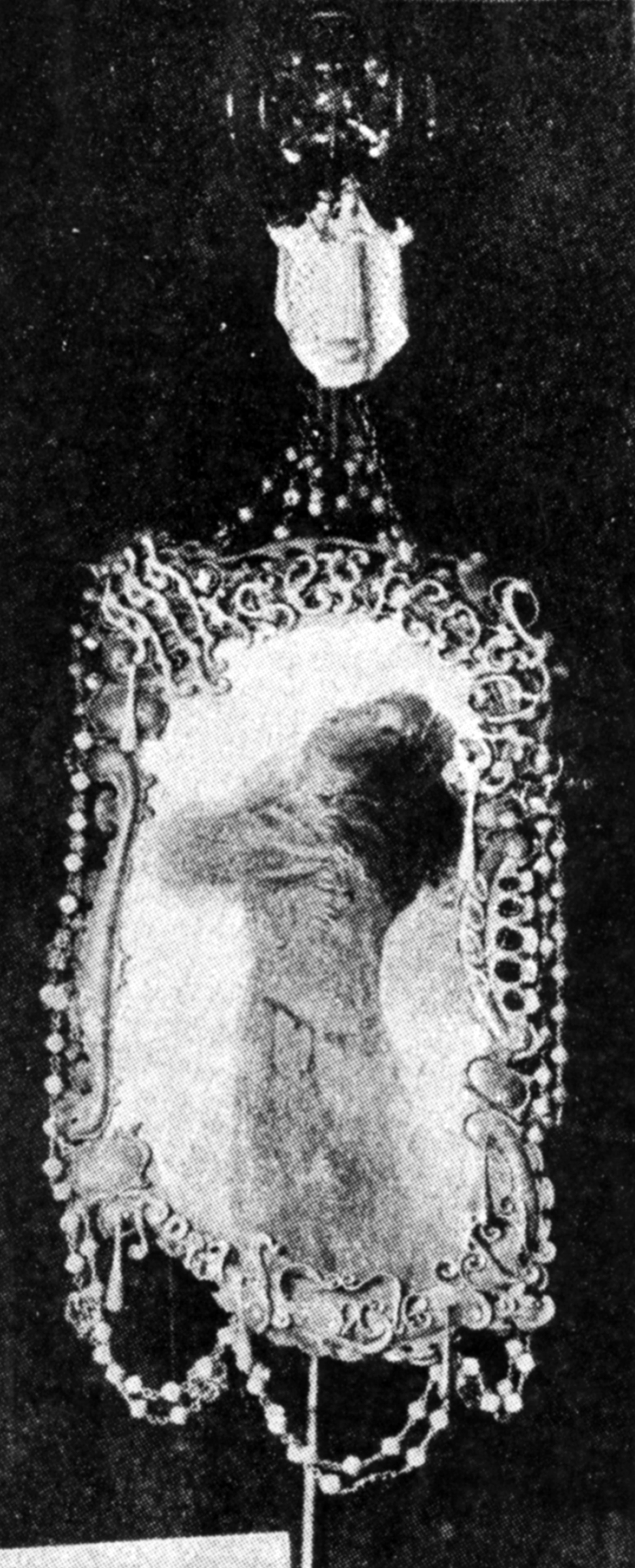
Fotografía de la cara frontal del estandarte (J. M. Constantí, Semanario Católico de Reus, 21 de julio de 1900).

El estandarte de la Misericordia es una obra del arquitecto catalán Antoni Gaudí proyectada para la procesión de los reusenses residentes en Barcelona hacia el santuario de Misericordia de Reus el 22 de abril de 1900 con motivo del Año Santo. Se lo conoce por las dos fotografías de anverso y reverso publicadas en el Semanario Católico de Reus en julio de ese año. Esa revista incluía otra fotografía de la procesión en la que se ve a Gaudí formando parte de un nutrido grupo de peregrinos con el estandarte siendo llevado por uno de ellos. Otro número anterior de la misma publicación contiene una descripción con referencias sobre los materiales con que fue construido. El estandarte quedó en el santuario y, lamentablemente, en julio de 1936 fue destruido durante los sucesos de la guerra civil española. Entre 2003 y 2007 se llevó adelante el proyecto y construcción de una réplica basada en el minucioso estudio de las fotografías y respetando los materiales y técnicas originales, que actualmente se exhibe en la cripta del Templo Expiatorio de la Sagrada Familia, aunque aún falta colocar la imagen de la Virgen y algunos elementos metálicos.

## Descripción

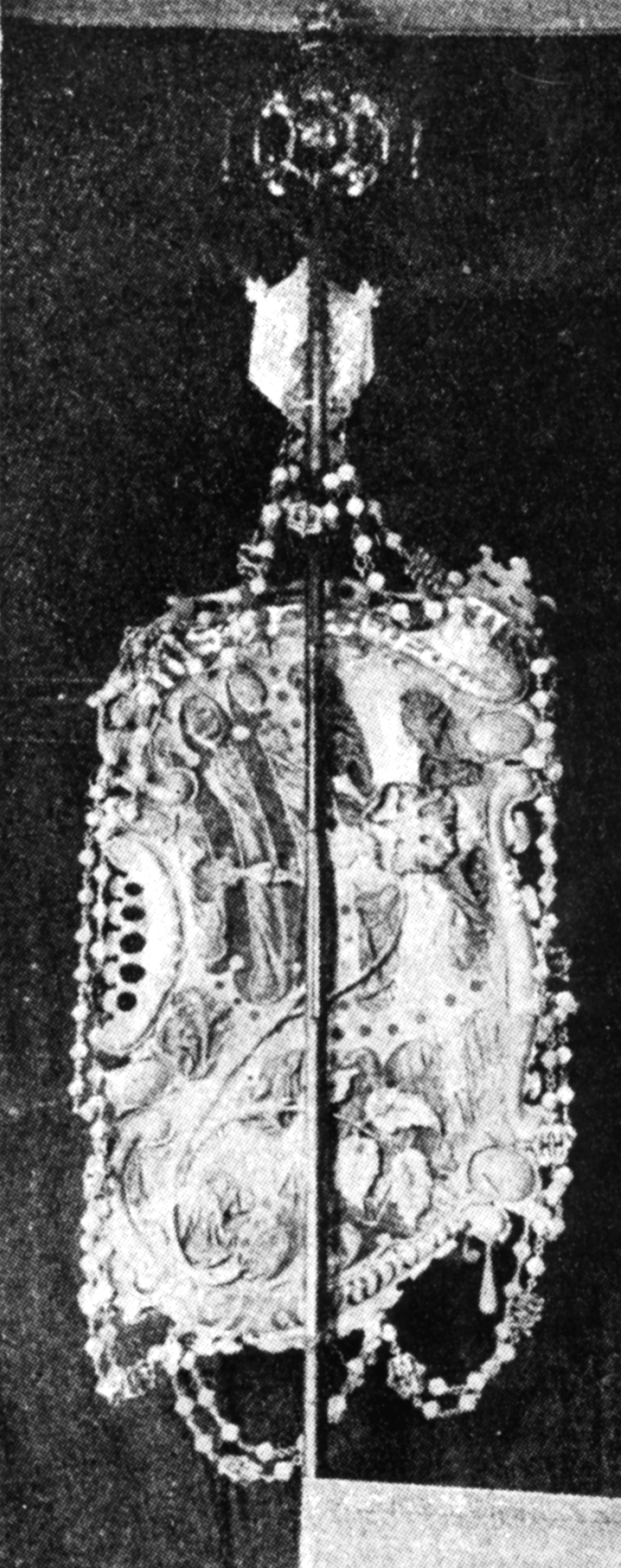
Fotografía de la cara posterior del estandarte (J. M. Constantí, Semanario Católico de Reus, 21 de julio de 1900).

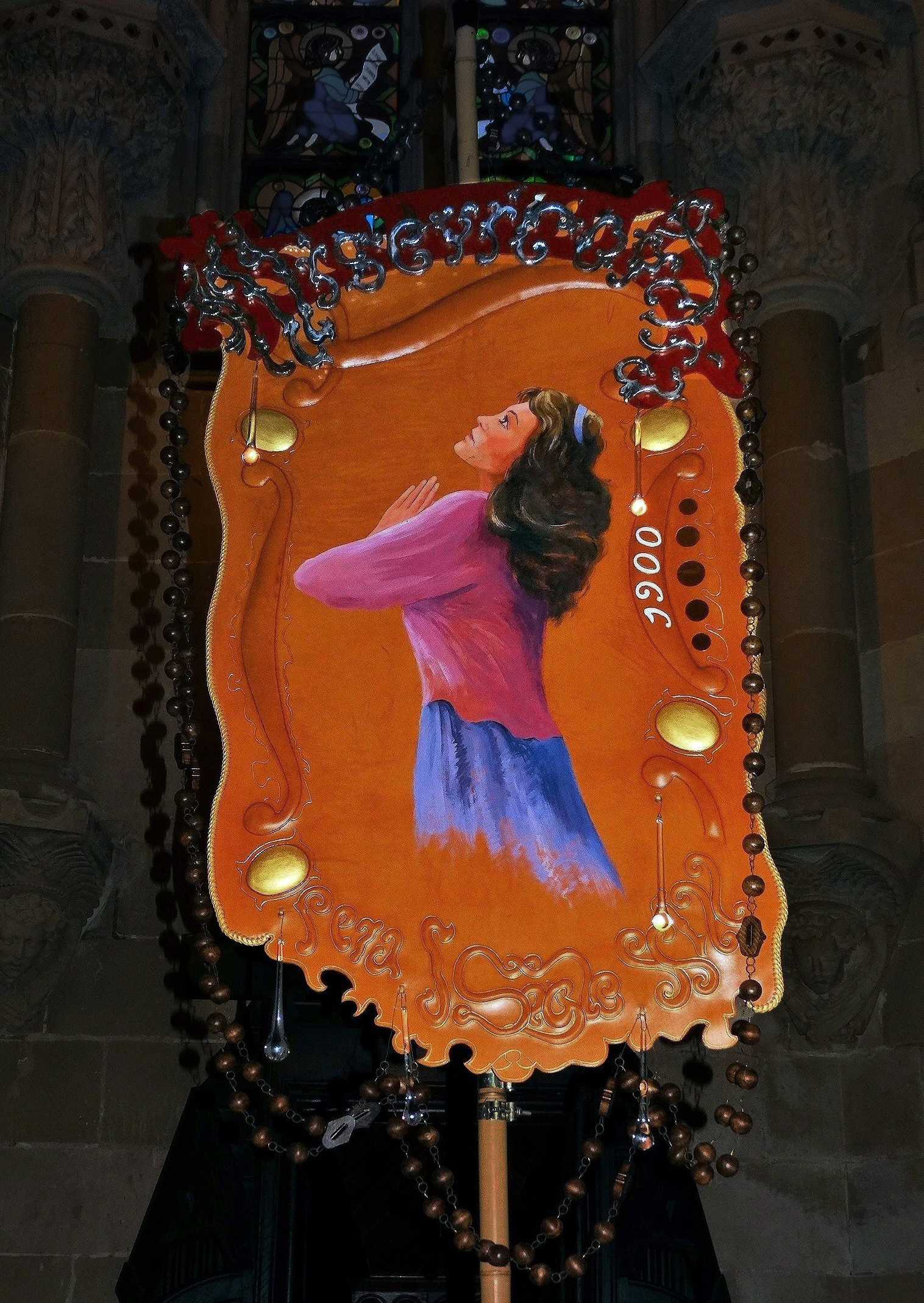
Réplica del estandarte de Gaudí que se exhibe en la cripta del Templo de la Sagrada Familia de Barcelona. Frontal (Foto: Edith Sciortino)

El estandarte, según se describe en el artículo del Semanario Católico de Reus de abril de 1900 y lo que puede ser observado en las fotografías, algo borrosas, constaba de una bandera de cuero repujado y trepanado de forma aproximadamente de trapecio en dirección vertical formada por dos caras, frontal y posterior. La primera llevaba pintada la imagen en oración de la pastorcilla Isabel Besora, quien según la tradición tuvo la visión de la Virgen María. La pintura era de Aleix Clapés, pintor amigo de Gaudí que residió en Reus, quien además colaboró en el palacio Güell y en la casa Milà. La cara posterior llevaba pintado en dorado y plateado el escudo de Barcelona en forma muy estilizada y superpuesta la rosa que representa a Reus hecha en platino repujado. Rematando el asta de bambú con aplicaciones metálicas se situaba la imagen de la Virgen de la Misericordia con su manto extendido y flanqueada por ángeles, todo ello en aluminio policromado. Sobre esta imagen la cruz y el nombre de Jesús. En ambas caras había inscripciones: en la frontal la palabra “Misericordia” en la parte superior y abajo “Per al segle XIX” (en catalán “Por el siglo XIX”) hechas con letras de aluminio cincelado y repujado, y pintado “1900” en referencia al Año Santo; la cara posterior llevaba pintadas en los laterales las palabras “Barcelona” y “Reus”, arriba nuevamente “Misericordia” y abajo la frase “Per a nantrus” (“Para nosotros” en catalán según el habla tarraconense). Todo el conjunto estaba envuelto en un rosario hecho con cuentas de aluminio y bronce. La estructura interna que daba rigidez a la bandera y la unía al mástil era de aluminio. Todos los materiales eran muy ligeros para facilitar el transporte del estandarte durante la procesión. Las piezas metálicas de aluminio, platino y cobre fundido o batido podrían haber sido realizadas por el primo del arquitecto, José Gaudí Pomerol, que tenía un taller en el barrio de Sant Pere en Barcelona.

## Simbolismo

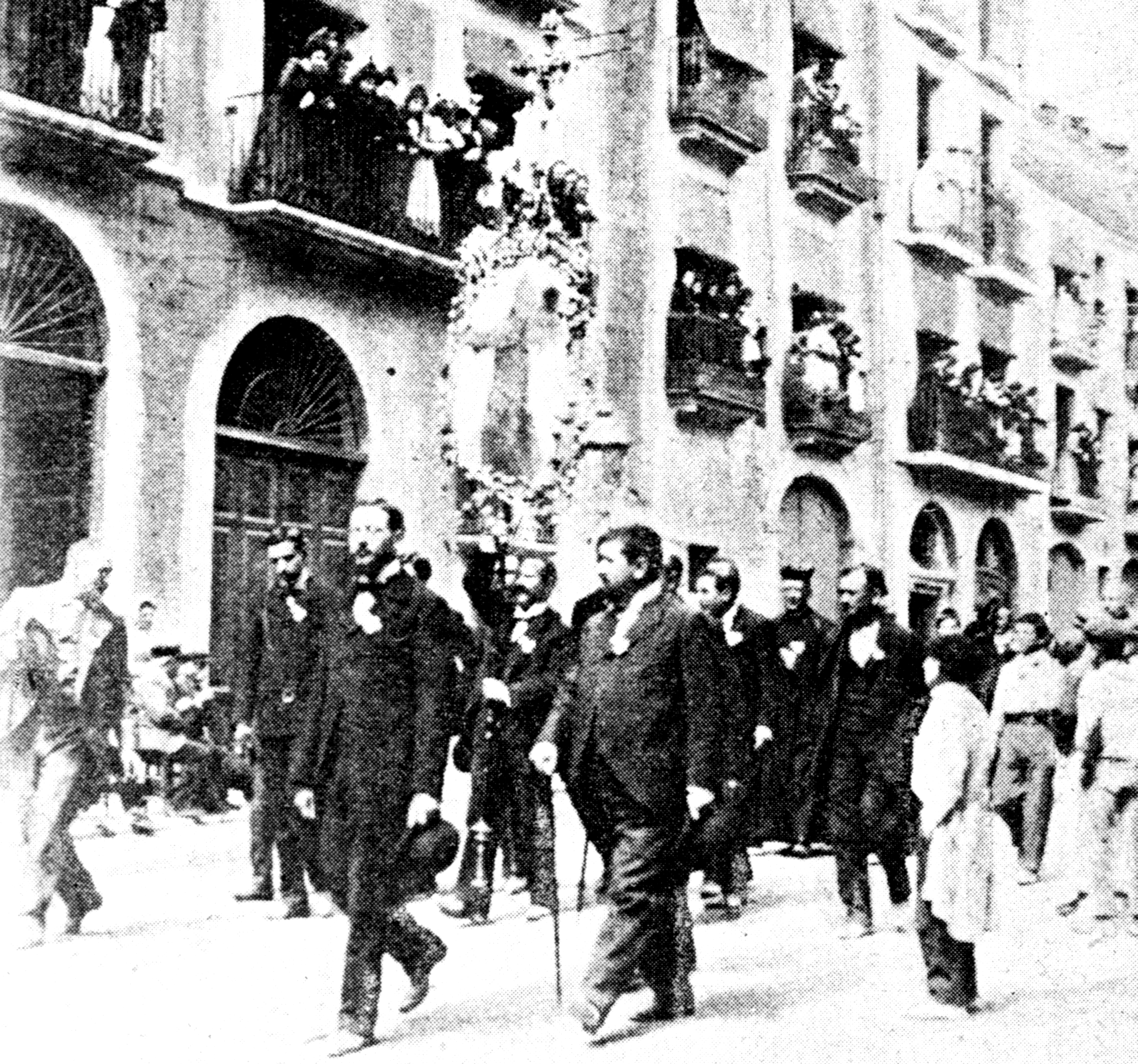
Fotografía de la procesión de los reusenses residentes en Barcelona al Santuario de la Misericordia de Reus en 1900. A la izquierda de la foto se puede ver a Gaudí. (A. Anguera, Semanario Católico de Reus, 21 de julio de 1900).

El estandarte simbolizaba la aparición de la Virgen a la pastorcilla de Reus en 1592, tras rezar para pedir que cesara una grave epidemia que azotaba la ciudad. La historia cuenta que aquella le indicó que fuera encendido un cirio en el altar de la iglesia tan largo como para que la llama pudiera dar la vuelta a las murallas de la ciudad, y así acabaría el mal. Todos los elementos expresan esa dedicación: la pintura de la joven arrodillada en actitud de oración, la rosa como la señal que según el relato dejó la Virgen en la mejilla de la joven para dar credibilidad a la aparición, que con el tiempo se transformó en el símbolo de la ciudad, o el rosario que envuelve el estandarte. Hay también referencias directas a la hermandad entre las ciudades de Barcelona y Reus a través de la representación de los escudos amalgamados. En resumen un homenaje a la patrona de Reus con oraciones e invocaciones, y al Año Santo de 1900.

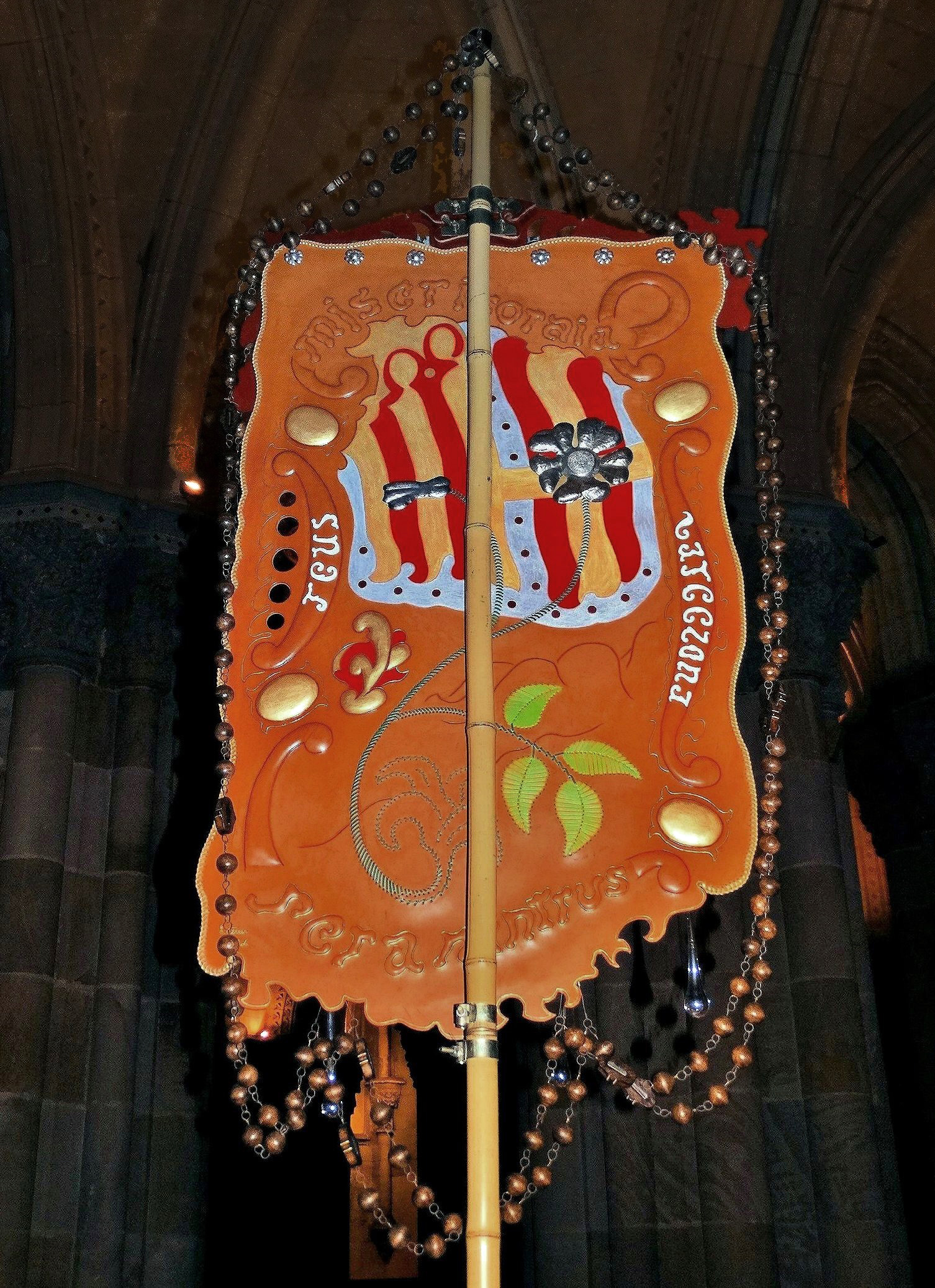
Réplica del estandarte de Gaudí que se exhibe en la cripta del Templo de la Sagrada Familia de Barcelona. Dorsal (Foto: Edith Sciortino)

## Otras obras de Gaudí en Reus

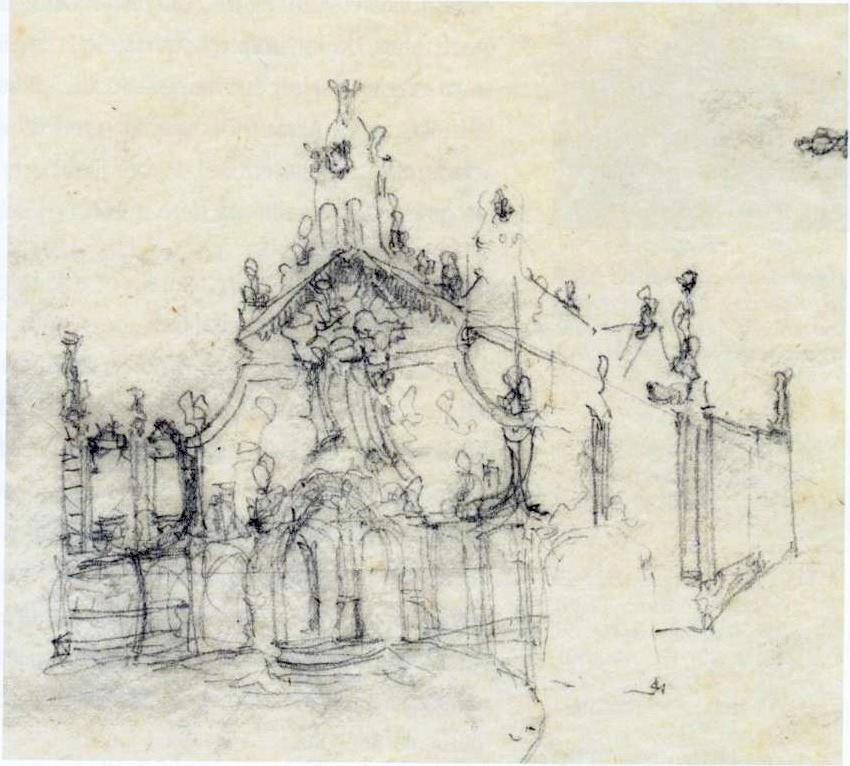
Croquis de Gaudí para la reforma del Santuario de la Misericordia. Reus. (Museo comarcal de Reus)

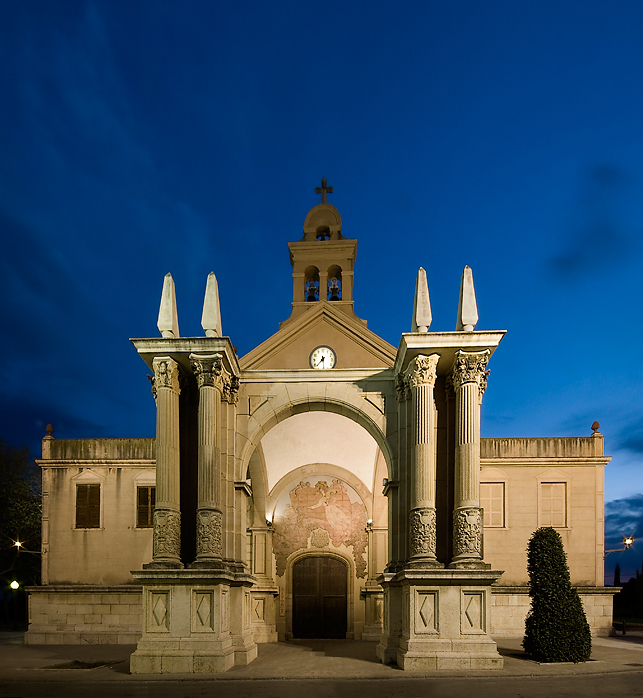
El santuario de Misericordia de Reus en la actualidad

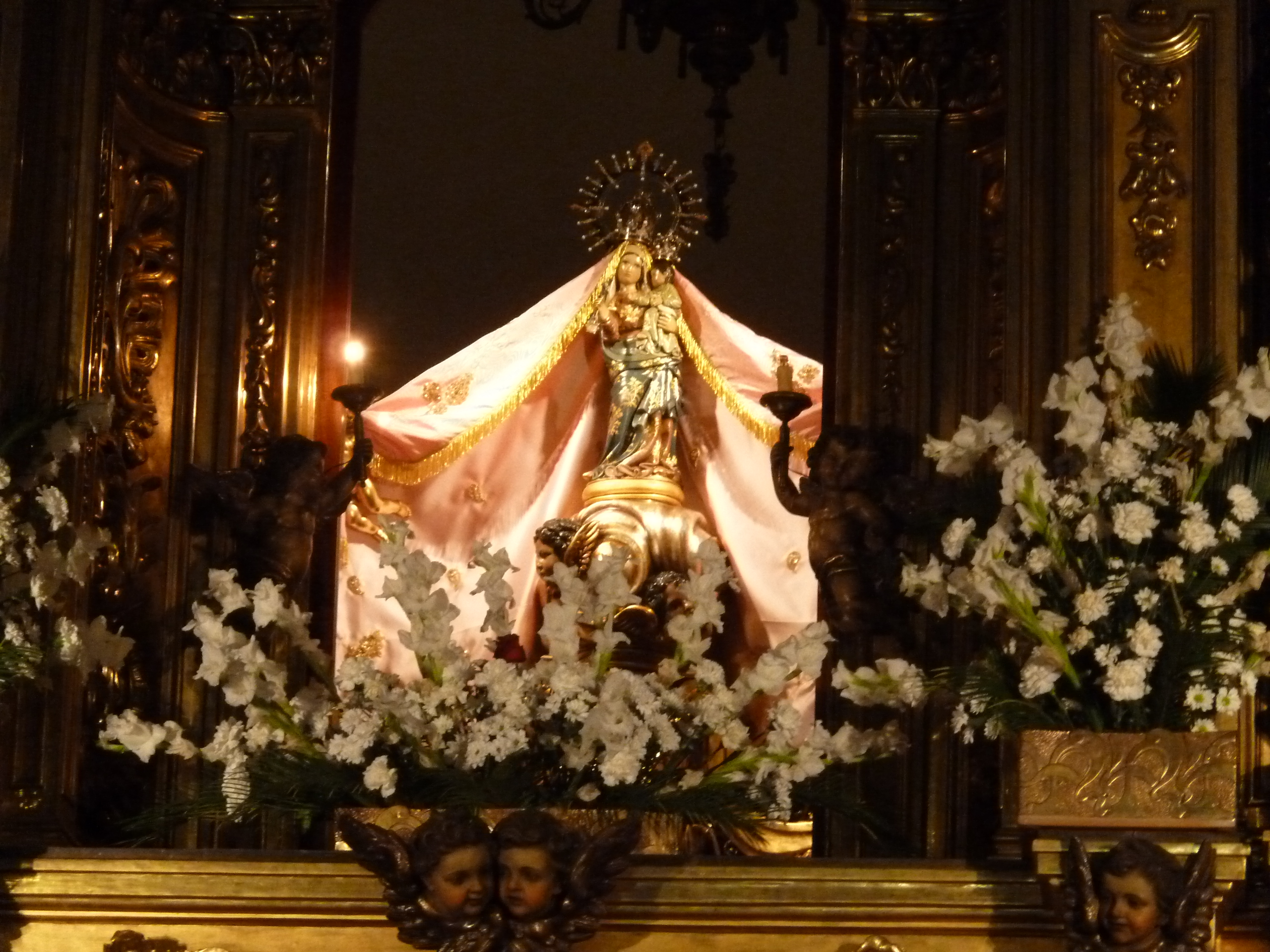
La imagen de la Virgen en el santuario con su manto extendido, igual que la que coronaba el estandarte

Pese a ser muy posiblemente su lugar de nacimiento, Reus no conserva obras de Gaudí, quien sería uno de sus hijos más ilustres. Ello a pesar de que el arquitecto presentó un proyecto de restauración y reforma de la fachada del santuario de la Misericordia a partir del fervor despertado por la procesión de 1900 y la ceremonia de la coronación canónica en 1904. Este edificio del siglo XVII fue construido en el lugar donde la tradición sitúa la aparición de la Virgen a Isabel Besora. Sin embargo por causas no totalmente aclaradas, aparentemente por un litigio con vecinos, el proyecto fue dejado de lado. Finalmente el arquitecto municipal comenzó las obras en 1915, aunque se hizo solamente el basamento. En el Museo Comarcal de Reus se conservan los dos croquis que hizo Gaudí de su proyecto. En ellos se ve una fachada abarrocada, acorde con obras contemporáneas como la casa Calvet, y el tratamiento del entorno que incluía un rosario monumental a lo largo de la avenida de acceso.
Finalmente cabe decir que en 1976, en conmemoración del 50.º aniversario del fallecimiento de Gaudí, el Ayuntamiento de Reus inició la construcción de una réplica de la fuente-cascada de la casa Vicens de Barcelona, que había sido derribada en 1946. Se destinó para ese fin un predio cercano al barrio “Gaudí” de esa ciudad. Los trabajos se paralizaron en 1978 y, sin llegar a ser acabada la obra, se demolió en 2002 lo construido. 
El proyecto del estandarte y el de la restauración del Santuario entran de lleno en la polémica sobre el lugar de nacimiento de Gaudí, que se disputan Reus y Riudoms. Cabe aclarar que la familia paterna era de Riudoms y la materna de Reus, localidades separadas por unos pocos kilómetros. La infancia de Gaudí transcurrió repartida entre estas dos poblaciones, por lo que es plausible pensar que se sintiera hijo de ambas.

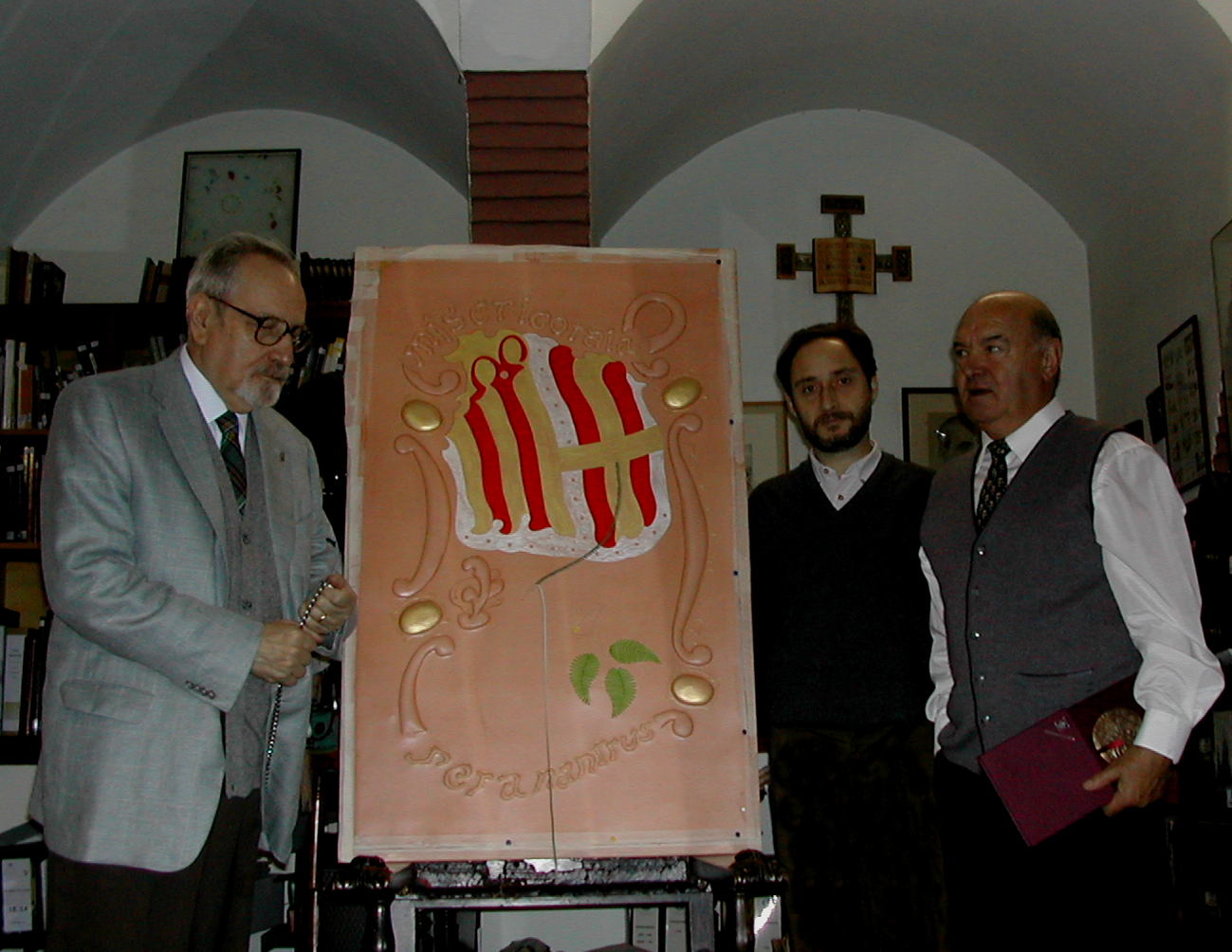
La réplica del estandarte en proceso de construcción en la Finca Güell. En la foto Joan Bassegoda Nonell, Mario Andruet y Enric Ferrer Solà (Foto: Fundación Antonio Gaudí)